# SwissJust
SwissJust es una empresa internacional de venta directa por demostración que comercializa en el continente americano y en Europa, los productos Just a través de consultoras (revendedoras) independientes.

Los productos Just son desarrollados en Suiza  para aromaterapia y cosmética.
Just fue fundada en 1930 por Ulrich Jüstrich en los Alpes Suizos y en la actualidad la marca está presente en 35 países del mundo. La empresa posee dos plantas de elaboración gemelas, una en Walzenhausen, Suiza y otra en General Rodríguez, Argentina. La última elabora los productos para el continente americano.

## Historia

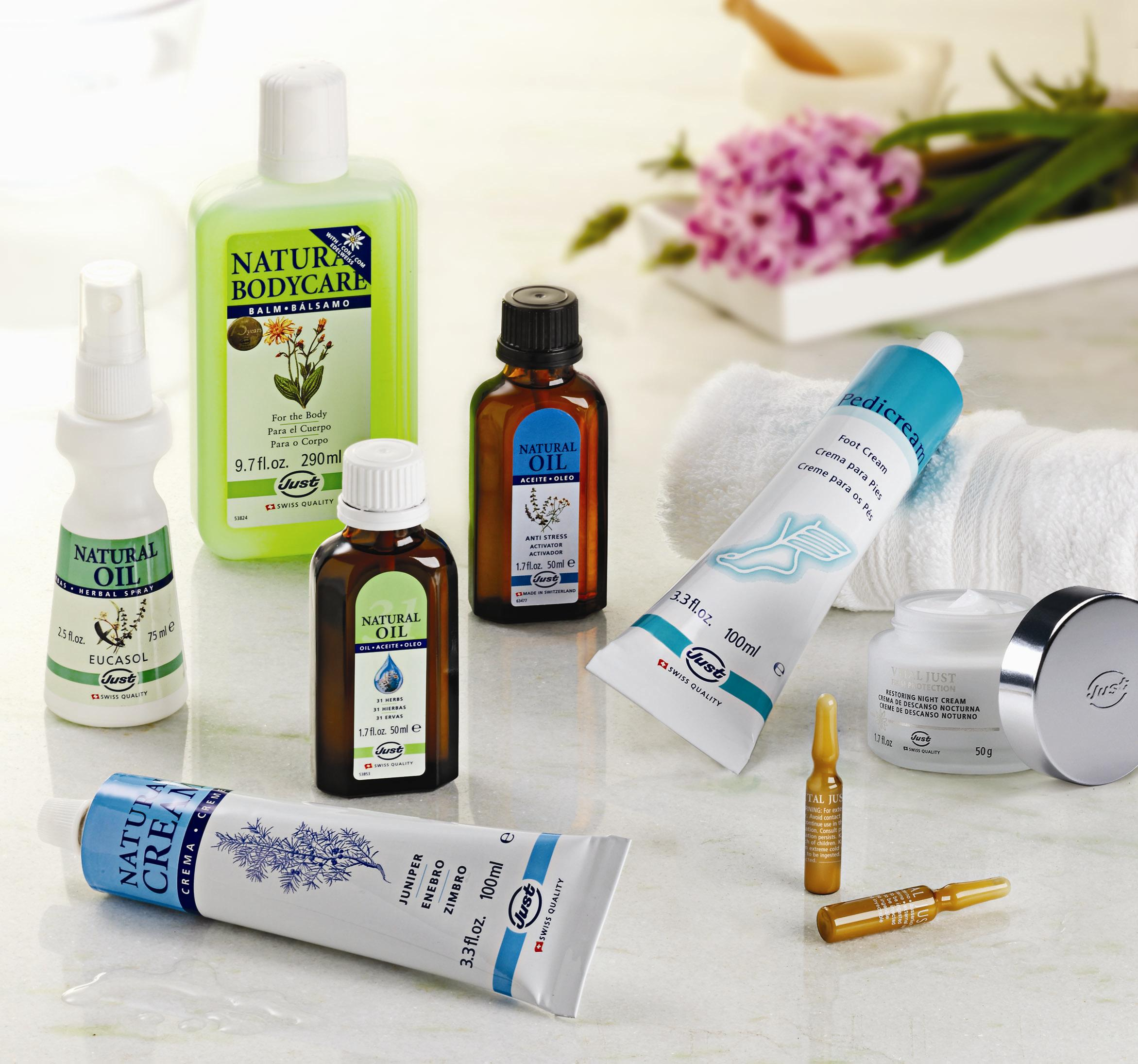
Productos de Just

Según la publicidad de la compañía, Ulrich Jüstrich la creó en 1930 en Walzenhausen, Suiza y hoy la casa paterna de la familia Jüstrich, situada en Walzenhausen es una planta elaboradora que cumple con las normas de producción internacionales; GMP –Buenas Prácticas de Manufactura- e ISO 9001:9002.

## Just en el continente americano
SwissJust cuenta con compañías en los siguientes países del continente americano: Argentina, Chile, Colombia, Costa Rica, Estados Unidos, México, Panamá, Perú y Uruguay.

## Fundación Forge
Con una idea gestora del fundador de SwissJust y gracias al apoyo de personas comprometidas con el bienestar social, en 2006 nació la fundación Fondation Forge, con sede central en Suiza, cuya misión es facilitar la inserción laboral de jóvenes provenientes de familias de escasos recursos económicos.